# Anita Hardon
Prof. dr. Anita Petra Hardon (Woodland, 4 januari 1961) is een Amerikaans hoogleraar aan de Universiteit van Amsterdam. Zij doet vooral onderzoek naar reproductieve gezondheid. 
Hardon studeerde medische antropologie aan de Universiteit van Amsterdam en promoveerde in 1985 cum laude in de medische biologie aan Faculteit der Geneeskunde dezelfde universiteit. Haar proefschrift was getiteld Confronting ill health: medicines, self-care and the poor in Manila. Sinds 2001 is Hardon hoogleraar antropologie zorg en gezondheid aan de UvA waar zij de leerstoel ad personam bekleedt.  
Van 2001 tot 2014 was Hardon de wetenschappelijke directeur van het Amsterdam Institute for Social Science Research (AISSR), een onderzoeksinstituut op het gebied van de sociale wetenschappen.
In 2016 werd Hardon lid van de Koninklijke Nederlandse Academie van Wetenschappen. 

## Publicaties (selectie)
- M. Berning and A. P. Hardon 2016. Educated Guesses and Other Ways to Address the Pharmacological Uncertainty of Designer Drugs: An Exploratory Study of Experimentation Through an Online Drug Forum. Contemporary Drug Problems. DOI:10.1177/0091450916662164
- Hardon, A. P and T.D. Hymans. 2016 Guest Editors Introduction: Harm Reduction From Below. Contemporary Drug Problems DOI:10.1177/0091450916663247
- Vernooij, E; Mehlo, M; Hardon, A.P.; Reis, R. 2016.  Access for all: contextualising HIV treatment as prevention in Swaziland. AIDS care,28(3) 7-13.
- Carrique-Mas, J.J. Trung, N.V. Hoa, N.T. Mai, H.H. Thanh, T.H. Campbell, J.I. Wagenaar, J.A., Hardon, A.P., Hieu, T.Q. Schultsz, C. 2015. Antimicrobial usage in chicken production in the Mekong Delta of Vietnam  Zoonoses and Public Health (ISSN:18631959), Vol.62 (s1) 70-78.
- Trung, N. V., Carrique‐Mas, J. J., Nghia, N. H., Tu, L. T. P., Mai, H. H., Tuyen, H. T, Hardon, A.P. & Chieu, T. T. B. (2016). Non‐Typhoidal Salmonella Colonization Chickens and Humans in the Mekong Delta of Vietnam. Zoonoses and public health.
- A. Hardon (2015). The ethnography of everyday life. Medical Anthropology Theory.
- A .Hardon and R. Pool  (2016). Anthropologists in Global Health Experiments. Medical Anthropology 35 (5): 447-451.
- Dedding, C., Reis, R., Wolf, B., & Hardon, A.P. (2015). Revealing the hidden agency of children in a clinical setting. Health Expectations, 18(6), 2121-2128.
- A.P. Hardon (2015). The ethnography of everyday life. Medical Anthropology: honouring the work of Sjaak van der Geest. Medical Anthropology Theory 2 (2) 72-78.
- Hardon, A.P. & Idrus, N.I. (2015). Magic Power: changing gender dynamics and sex- enhancement practices among youths in Makassar, Indonesia. Anthropology & Medicine, 22 (1) 49-63. doi: 10.1080/13648470.2015.1010114
- Pordie, L. & Hardon, A.P. (2015). Drugs' stories and itineraries. On the making of Asian industrial medicines. Anthropology & Medicine, 22 (1) 1-6. doi: 10.1080/13648470.2015.1020745